# Sérgio Aguiar
Sergio Ricardo Soares Aguiar (Rio de Janeiro, 7 de janeiro de 1970) é um jornalista, radialista, apresentador de TV, repórter e comunicador brasileiro.

## Trajetória

### Formação acadêmica e o início
Sérgio é formado em Comunicação Social pela Faculdades Integradas Hélio Alonso (FACHA).
Sérgio iniciou em 1990 na Rádio Tupi, e 3 anos depois foi para o Sistema Globo de Rádio onde serviu como repórter e apresentador da CBN até 1996.

### Mais tarde, na TV
A estreia de Sérgio na televisão foi como repórter da extinta TV Manchete, em 1995.

#### Crescimento
Em 1996, Sérgio foi convidado para integrar a primeira equipe de apresentadores da emissora por assinatura do Grupo Globo GloboNews.
Entre dezembro de 2009 e 2019, Sérgio narrava para o programa da Rede Globo Fantástico bem como entre 2016 e 24 de janeiro de 2019 apresentou o telejornal Brasil TV exibido pela Globo através das parabólicas analógicas StarOne C2/StarOne D2.
Na GloboNews, Sérgio apresentou durante 13 anos o telejornal Em Cima da Hora além de ter atuado ainda como repórter e apresentador do programa Conta Corrente, fez coberturas especiais (Copas do Mundo, Olimpíadas, Pan-Americanos etc.), foi um apresentador eventual do Jornal GloboNews e do Jornal das Dez bem como o apresentador titular do GloboNews em Pauta durante 23 anos até 24 de janeiro de 2019 ao deixar o Grupo Globo por questões salariais.
Em 10 de junho de 2019, é anunciado como novo contratado da Record.
Em 20 de julho de 2019, estreia com apresentador eventual do Jornal da Record.
Em janeiro de 2021 estreia como apresentador eventual do Fala Brasil, sendo oficializado em março.
Entre setembro de 2022 e janeiro de 2025 foi apresentador do Domingo Espetacular, ao lado de Carolina Ferraz. Em março do mesmo ano é oficializado como novo âncora do Jornal da Record, após a saída de Celso Freitas. Porém, em junho o jornalista acabou sendo dispensado da Record após ser considerado muito sofisticado para o novo formato do principal telejornal da Record, que seria reformulado.

## Filmografia
| Ano       | Nome                | Cargo                 | Emissora              |
| --------- | ------------------- | --------------------- | --------------------- |
| 1995-1996 | Rio em Manchete     | Repórter              | Rede Manchete         |
| 1996-2010 | Em Cima da Hora     | Apresentador          | GloboNews             |
| 2009-2019 | Fantástico          | Narrador              | TV Globo              |
| 2010-2019 | GloboNews em Pauta  | Apresentador          | GloboNews             |
| 2016-2019 | Brasil TV           | Apresentador          | TV Globo (parabólica) |
| 2019-2025 | Jornal da Record    | Apresentador eventual | Record                |
| 2021-2022 | Fala Brasil         | Apresentador          | Record                |
| 2022-2025 | Domingo Espetacular | Apresentador          | Record                |
| 2025      | Jornal da Record    | Apresentador          | Record                |